# 西脇市茜が丘複合施設 Miraie
西脇市茜が丘複合施設 Miraie（にしわきしあかねがおかふくごうしせつ ミライエ）は、兵庫県西脇市野村町茜が丘16番地の1にある複合施設。2015年（平成27年）10月18日に開館した。図書館、子育て総合支援、男女共同参画センター、コミュニティセンターの4つの機能を併せ持つ施設。「人つどい　人つながり　人はぐくむ　交流の場」をコンセプトとしている。建物の設計はINA新建築研究所。

## 施設
西脇市図書館
明るく開放的な空間に、開架冊数約11万冊の図書を収蔵し、館内では県内初の読書通帳機の導入や、自動貸出機、無線LANの設備も備えている。
西脇市こどもプラザ
遊びを通して児童が心身ともに健やかに成長する手伝いをする「児童館」と、保護者と地域の育児力向上のための支援をする役割を担っている「子育て学習センター」がひとつになった子育て拠点施設。
西脇市男女共同参画センター
「一人ひとりの人権と個性が尊重され、男女が共に輝く社会」を目指して、男女共同参画の推進に向けたさまざまなセミナーやプログラムを実施している。
西脇市コミュニティセンター重春・野村地区会館（クローバープラザ）
重春・野村地区交流推進委員会が指定管理者として運営する地域コミュニティ活動の拠点。

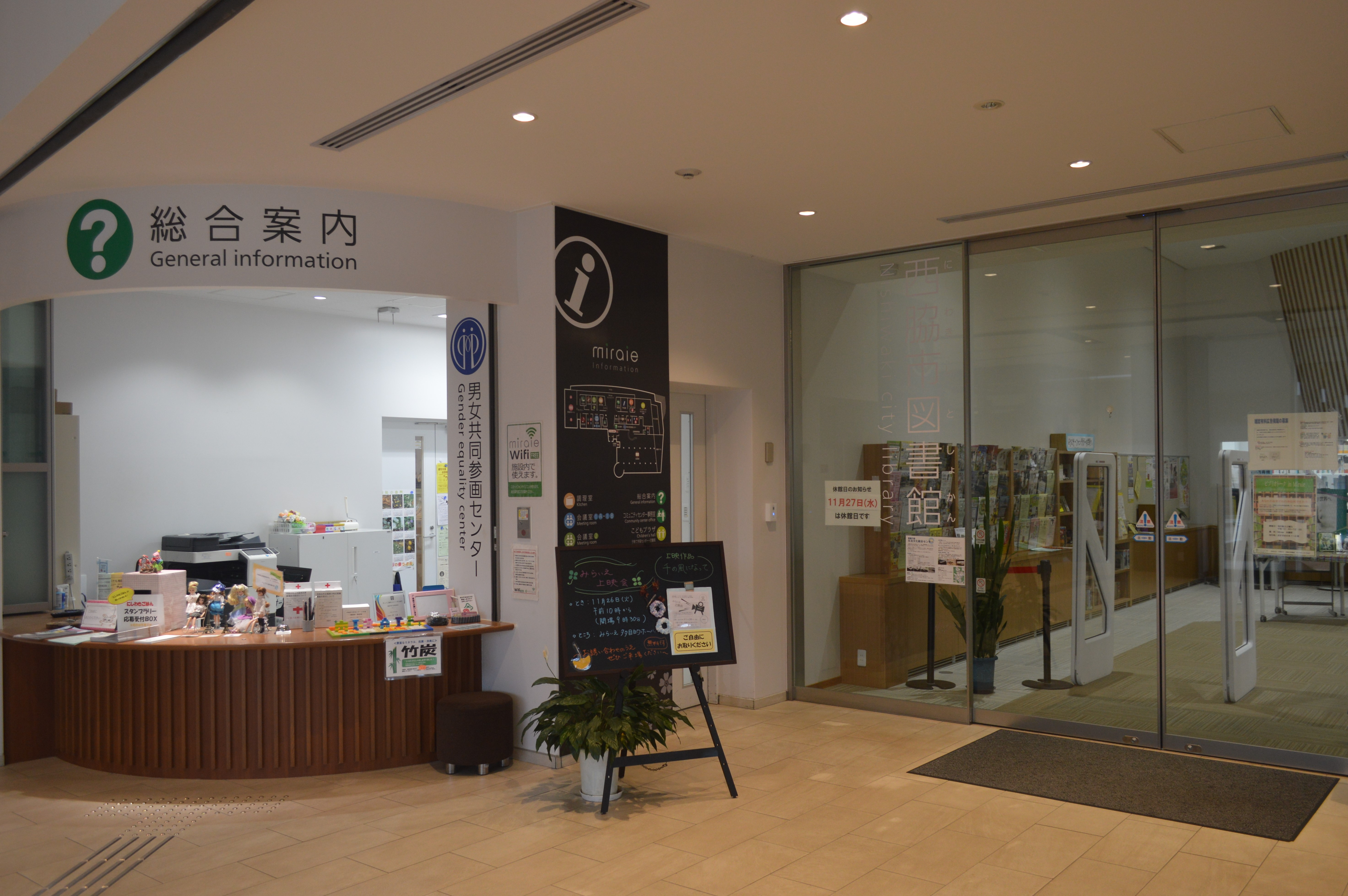
総合案内
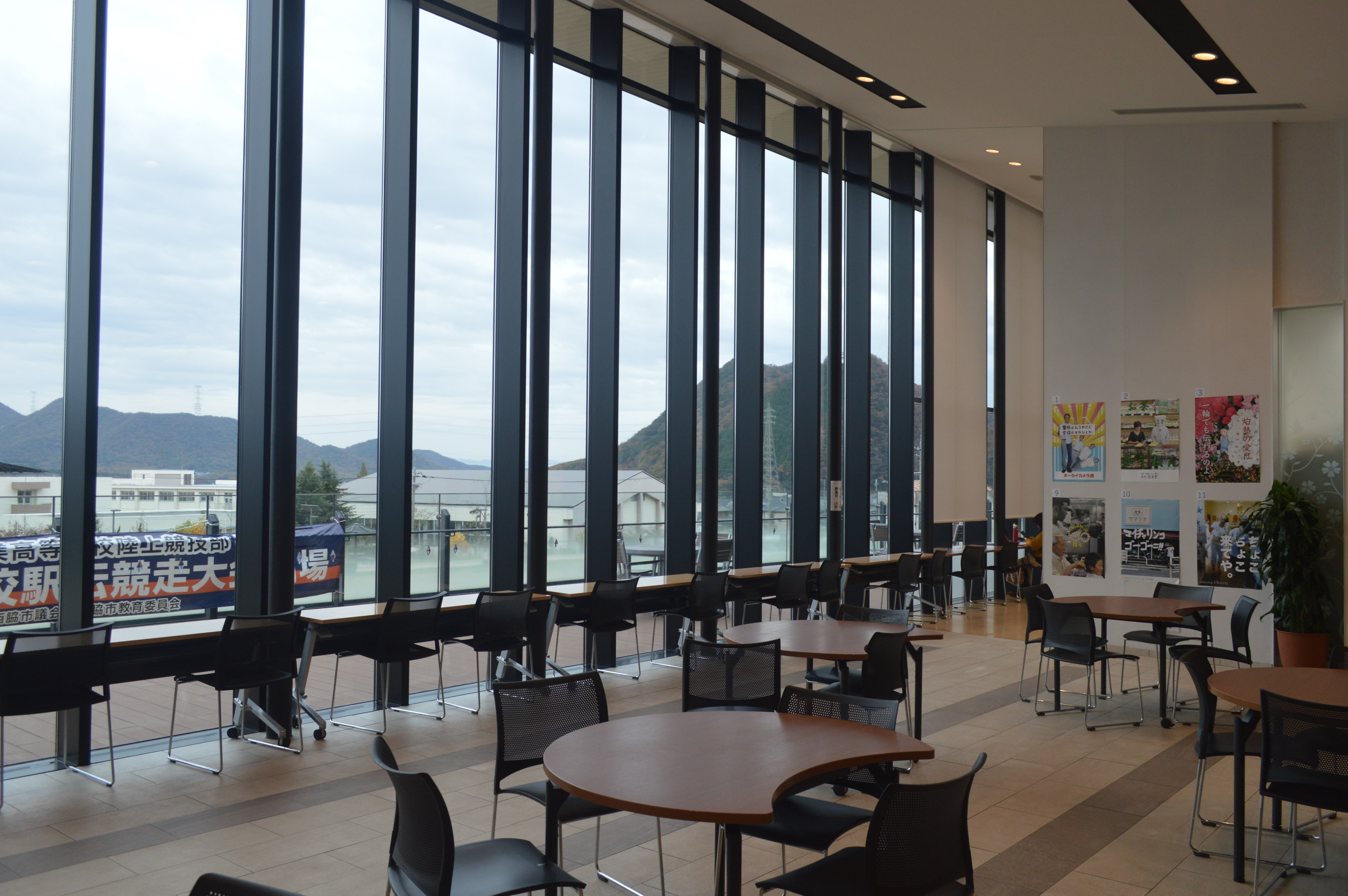
ロビー
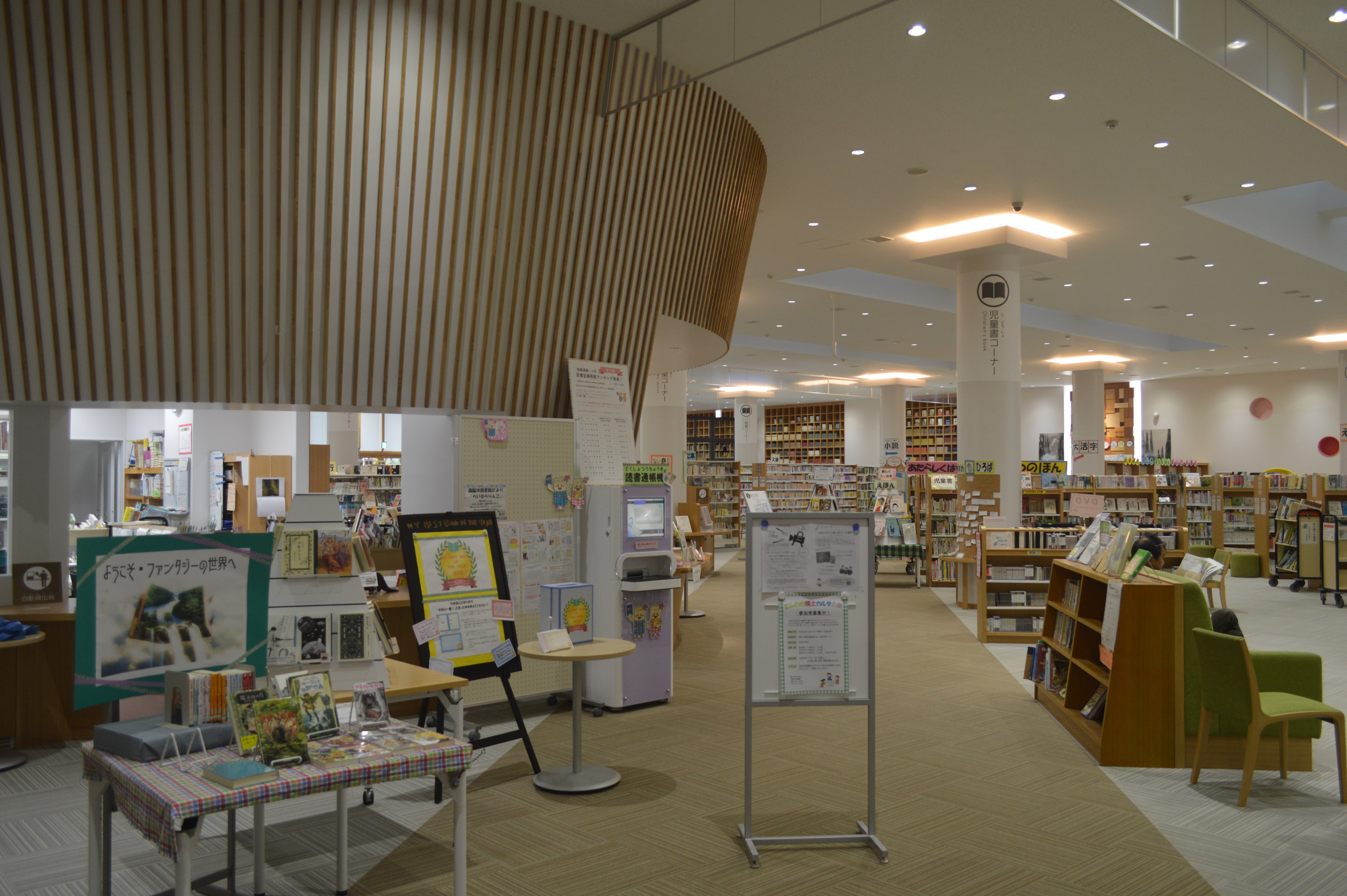
西脇市図書館

## アクセス
- JR加古川線西脇市駅から徒歩約15分
- 西脇市コミュニティバス（しばざくら号、おりひめバス） みらいえ停留所下車すぐ